# 赫斯珀 (北達科他州)
赫斯珀（英語：Hesper）是位於美國北達科他州本森縣的非建制地區。

## 歷史
赫斯珀的郵局於1899年設立，其後於1955年停運。

## 地理
赫斯珀所處的海拔為高於海平面490米（即1608英呎），而該地所採用的時區為UTC-6，即北美中部时区（CST）。同時該地設有夏令時間，為UTC-6調快一小時，即UTC-5（CDT）。